# 프린세스 스타의 모험일기
프린세스 스타의 모험일기(영어: Star Vs. The Forces Of Evil)는 창작자는 《완다가 간다》(Wander Over Yonder)에 스토리보더였던 대런 네프시(Daron Nefcy)가 제작을 한 애니메이션 작품이다 2015년 1월 18일부터 2019년 5월 19일까지 시즌1~3는 디즈니XD에서 방영을 하다가 시즌4까지는 디즈니 채널에서 방영이 된 애니메이션이다 대한민국은 2015년 6월 15일부터 2019년 12월 2일까지 디즈니 채널 방영하였다.

## 줄거리
주인공 스타 버터플라이는 지구와는 다른 차원에 있는 뮤니 왕국의 공주로, 활달한 성격 탓에 온갖 사고란 사고는 다 일으키고 다니는 말괄량이다. 그렇게 14번째 생일이 되는 날, 전통에 따라 스타는 부모님에게서 왕실 마법봉을 물려받게 된다. 하지만 고양이에게 생선 맡기는 격이었고, 스타는 마법봉의 마법으로 온갖 대형 사고를 치고 다닌다. 결국 보다못한 스타의 부모님은 스타를 차원간 교환 학생이라는 명목으로 지구에 보낸다. 그리하여 스타는 지구의 학교에 다니며 그 곳의 학생인 마르코 디아즈와 친구가 되고 함께 다른 차원에서 몰려드는 괴물들과 싸움을 벌이게 된다.

## 등장인물
- 스타 버터플라이 (Star Butterfly) - (원본 : 이든 셔)&(한국어 출연 : 김자연)

못말리는 말괄량이 공주. 뮤니에서 온 공주로 마법의 요술봉을 가지고 있다. 톰이라는 남친이 있었지만 마르코에게도 관심을 가지고 있는 것 같다. 뮤춘기 때 나비 몬스터로 변한다. 가끔 자유자재로 변하기도 한다. 엄마에게 잔소리를 많이 듣고 아빠와 많이 닮은 구석이 있다.
- 마르코 디아즈 (Marco Diaz) - (원본 : 아담 맥아서)&(한국어 출연 : 남도형)

스타의 절친. 스타와 친하고 재키와 사귀다가 헤어졌다. 그러나 스타에게도 마음을 두고 있는 것 같다. 가끔씩 스타의 요술봉을 사용하기도 한다. 예전에 여자로 변장한 적이 있다.
- 톰 루시터(Tom Lucitor) - (원본 : 라이더 스트롱)&(한국어 출연 : 김광국)

스타의 남자친구인 몬스터이다. 눈이 세 개 달려있다. 마르코를 싫어했지만 친해졌다. 스타가 힘들 때 위로 해 준다.
- 포니헤드 (Pony Head) - (원본 : 제니 슬레이트)&(한국어 출연 : 김하영→강시현)

스타의 단짝친구이다. 머리에 뿔이 달려있는 유니콘 머리. 마르코를 싫어한다.
- 재키 린 토마스 (Jackie Lynn Thomas) - (원본 : 그레이 그리핀)&(한국어 출연 : 김하영→강시현)

마르코의 여자친구였지만 헤어졌다. 스케이트보드를 타고 다닌다.
- 재나 오도니아 (Janna Ordonia) - (원본 : 애비 엘리엇)&(한국어 출연 : 이지현)

으스스한 것을 좋아하는 괴짜 학생. 집에 거대 눈알이 있다.
- 스타 팬 13번 (Star Fan 13) - (원본 : 대런 네프시)&(한국어 출연 : 김하영→강시현)

틀니를 끼고 있는 스타의 팬 중 한 명이다.
- 라파엘 디아즈 (Rafael Diaz) - (원본 : 아트 버틀러)&(한국어 출연 : 이현)

마르코의 아빠. 가슴털이 많은 게 특징.
- 앤지 디아즈 (Angie Diaz) - (원본 : 니아 바르달로스)&(한국어 출연 : 김하영→강시현)

마르코의 엄마.
- 마리포사 (Mariposa Diaz) - (원본 : 이사벨라 고메즈)&(한국어 출연 : 사문영)

마르코의 여동생이다.
- 알폰조 (Alfonso Dolittle) - (원본 : 맷 채프먼)&(한국어 출연 : 이현)

안경 쓴 마른 남자아이. 마르코의 친구이다.
- 퍼거슨 (Ferguson O'Durguson) - (원본 : 네이트 토런스)&(한국어 출연 : 이현)

먹는 것을 좋아하는 마르코의 친구.
- 오스카 그리슨 (Oskar Greason) - (원본 : 존 헤더)&(한국어 출연 : 이현)

한 때 스타가 좋아했던 남자아이.
- 마가렛 스컬닉 (Miss Skullnick) - (원본 : 디 디 레셔)&(한국어 출연 : 김하영→강시현)

마르코의 학교 담임선생님. 스타의 마법때문에 고블린으로 변했다.
- 제레미 번밤 (Jeremy Birnbaum) - (원본 : 조슈아 러시)&(한국어 출연 : 이지현)

마르코의 태권도 라이벌. 검은띠이다.
- 문 버터플라이 (Moon Butterfly) - (원본 : 그레이 그리핀)&(한국어 출연 : 이지현)

스타의 엄마. 진지한 성격. 어렸을 때 이클립사를 만나서 루도의 손가락을 자른 적이 있다.
- 리버 버터플라이 (River Butterfly) - (원본 : 앨런 튜딕)&(한국어 출연 : 이현)

스타의 아빠. 활발한 성격이다. 어렸을 때 스타의 엄마에게 사과의 고기를 준 적이 있다. 그로 인해 스타의 엄마와 결혼했다.
- 이클립사 (Eclipsa Butterfly) - (원본 : 에스미 비엔코)&(한국어 출연 : 김하영→사문영)

미티오라의 엄마. 무시무시한 악마로 알려져 있지만 마음씨는 착하다. 스타와 상담 해주었을 때도 있다.
- 켈리 (Kelly) - (원본 : 다나 데이비스)&(한국어 출연 : 이지현)

- 글로서릭 (Glossaryck) - (원본 : 제프리 탬퍼 → 키스 데이비드)&(한국어 출연 : 이현)

스타의 요정님. 머리 위에 보석을 달고 있고 푸딩을 좋아한다.
- 미나 러브베리 (Mina Loveberry) - (원본 : 에이미 서데러스)&(한국어 출연 : 이지현)

한 때 문의 편이였던 평화주의자이며, 몬스터를 싫어한다.
- 루도 (Ludo's minions) - (원본 : 앨런 튜딕)&(한국어 출연 : 이현)

스타의 요술봉을 빼앗으려 하는 악당.
- 토피 (Toffee) - (원본 : 마이클 C. 홀)&(한국어 출연 : 이현)

도마뱀 악당.
- 헤이너스 (heinous) - (원본 : 제시카 월터)&(한국어 출연 : 이지현)
- 미티오라 (Meteora Butterfly) - (원본 : 브라아나 살라즈)&(한국어 출연 : 이지현)
- 원본 기타 배역 - 조시아 매밋,칼 웨더스, 디 브래들리 베이커,케빈 마이클 리처드슨,바비 밀러
- 더빙판 기타 배역 - 김혜성, 시영준

## 에피소드
에피소드 순서는 국내 디즈니코리아 (디즈니채널) 편성표 기준
| #   | 국내 방영 부제               | 원어 부제                                         | 국내 방영일 | 원어 방영일           |
| --- | ---------------------------- | ------------------------------------------------- | ----------- | --------------------- |
| 1A  | 스타, 마르코를 만나다        | "Star comes to earth"                             | 2015.06.15  | 2015.01.18            |
| 1B  | 포니헤드                     | "Party with a pony head"                          | 2015.06.15  | 2015.01.18            |
| 2A  | 커플매니저                   | "Matchmaker"                                      | 2015.06.22  | 2015.03.30            |
| 2B  | 포섬을 지켜라!               | "School Spirit"                                   | 2015.06.22  | 2015.03.30            |
| 3A  | 문어다리                     | "Monster Arm"                                     | 2015.06.29  | 2015.04.06            |
| 3B  | 수상한 교환학생              | "The Other Exchange Student"                      | 2015.06.29  | 2015.04.06            |
| 4A  | 힘 내, 스타!                 | "Cheer Up, Star"                                  | 2015.07.06  | 2015.04.13            |
| 4B  | 충전기가 필요해              | "Quest Buy"                                       | 2015.07.06  | 2015.04.13            |
| 5A  | 뮤니여행                     | "Diaz Family Vacation"                            | 2015.07.13  | 2015.04.20            |
| 5B  | 브리트니의 생일파티          | "Brittney's Party"                                | 2015.07.13  | 2015.04.20            |
| 6A  | 스타의 뮤춘기                | "Mewberty"                                        | 2015.09.25  | 2015.06.15            |
| 6B  | 요정토피아                   | "Pixtopia"                                        | 2015.09.25  | 2015.06.15            |
| 7A  | 랍스타맨                     | "Lobster Claws"                                   | 2015.10.02  | 2015.06.22            |
| 7B  | 스타가 잠든 사이             | "Sleep Spells"                                    | 2015.10.02  | 2015.06.22            |
| 8A  | 블러드문 파티                | "Blood Moon Ball"                                 | 2016.01.01  | 2015.07.20            |
| 8B  | 포춘쿠키                     | "Fortune Cookies"                                 | 2016.01.01  | 2015.07.20            |
| 9A  | 시간아, 흘러라               | "Freeze Day"                                      | 2016.01.01  | 2015.07.27            |
| 9B  | 쫓겨난 왕                    | "Royal Pain"                                      | 2016.01.01  | 2015.07.27            |
| 10  | 성 올가 학교                 | "St. Olga's Reform School for Wayward Princesses" | 2016.01.08  | 2015.08.10            |
| 11A | 뮤니 독립기념일              | "Mewnipendance Day"                               | 2016.01.08  | 2015.08.17            |
| 11B | 바니직 지팡이                | "The Banagic Incident"                            | 2016.01.08  | 2015.08.17            |
| 12A | 현장학습                     | "Interdimensional Field Trip"                     | 2016.01.08  | 2015.09.14            |
| 12B | 마르코, 수염 났다            | "Marco Grows a Beard"                             | 2016.01.08  | 2015.09.14            |
| 13  | 마술 지팡이의 최후           | "Storm the Castle"                                | 2016.01.15  | 2015.09.21            |
| 14A | 새 마법 지팡이               | "My New Wand!"                                    | 2017.01.02  | 2016.07.11            |
| 14B | 루도, 우주를 헤매다          | "Ludo in the Wild"                                | 2017.01.02  | 2016.07.11            |
| 15A | 스타의 미래                  | "Mr. Candle Cares"                                | 2017.01.09  | 2016.07.18            |
| 15B | 빨간띠를 따자                | "Red Belt"                                        | 2017.01.09  | 2016.07.18            |
| 16A | 자전거 탄 스타               | "Star on Wheels"                                  | 2017.01.16  | 2016.07.25            |
| 16B | 앙 물다                      | "Fetch"                                           | 2017.01.16  | 2016.07.25            |
| 17A | 도망자                       | "Star vs. Echo Creek"                             | 2017.01.23  | 2016.08.01            |
| 17B | 루도의 마법지팡이            | "Wand to Wand"                                    | 2017.01.23  | 2016.08.01            |
| 18A | 전사와 사이코 사이           | "Starstruck"                                      | 2017.01.30  | 2016.08.08            |
| 18B | 캠핑                         | "Camping Trip"                                    | 2017.01.30  | 2016.08.08            |
| 19A | 아기 돌보기                  | "Starsitting"                                     | 2017.02.06  | 2016.08.15            |
| 19B | 아빠, 힘내세요               | "On the Job"                                      | 2017.02.06  | 2016.08.15            |
| 20A | 핫도그 주세요                | "Goblin Dogs"                                     | 2017.02.13  | 2016.09.12            |
| 20B | 주문서                       | "By the Book"                                     | 2017.02.13  | 2016.09.12            |
| 21A | 깃발꽂기                     | "Game of Flags"                                   | 2017.02.20  | 2016.09.19            |
| 21B | 스타, 시장이 되다            | "Girls' Day Out"                                  | 2017.02.20  | 2016.09.19            |
| 22A | 진실게임                     | "Sleepover"                                       | 2017.02.27  | 2016.09.26            |
| 22B | 꼭 필요한 선물               | "Gift of the Card"                                | 2017.02.27  | 2016.09.26            |
| 23A | 적이자 친구                  | "Friendenemies"                                   | 2017.03.13  | 2016.10.03            |
| 23B | 그린홀의 비밀                | "Is Mystery"                                      | 2017.03.13  | 2016.10.03            |
| 24A | 래리를 부르다                | "Hungry Larry"                                    | 2017.03.20  | 2016.10.10            |
| 24B | 신사모자 쓴 거미             | "Spider with a Top Hat"                           | 2017.03.20  | 2016.10.10            |
| 25A | 지팡이 속으로                | "Into the Wand"                                   | 2017.03.27  | 2016.11.07            |
| 25B | 피자                         | "Pizza Thing"                                     | 2017.03.27  | 2016.11.07            |
| 26A | 마법의회                     | "Page Turner"                                     | 2017.05.21  | 2016.11.14            |
| 26B | 네이세야                     | "Naysaya"                                         | 2017.05.21  | 2016.11.14            |
| 27  | 피에로 봉봉의 부활식         | "Bon Bon the Birthday Clown"                      | 2017.03.06  | 2016.11.21            |
| 28A | 루도를 찾아라                | "Raid the Cave"                                   | 2017.03.20  | 2017.02.06 2017.02.07 |
| 28B | 마술사냐, 마법사냐           | "Trickstar"                                       | 2017.03.20  | 2017.02.06 2017.02.07 |
| 29A | 마법 시험                    | "Baby"                                            | 2017.07.20  | 2017.02.08 2017.02.09 |
| 29B | 가위 찾아 16년               | "Running with Scissors"                           | 2017.07.20  | 2017.02.08 2017.02.09 |
| 30A | C의 값을 구해라              | "Mathmagic"                                       | 2017.07.26  | 2017.02.13 2017.02.14 |
| 30B | 바운스 라운지                | "The Bounce Lounge"                               | 2017.07.26  | 2017.02.13 2017.02.14 |
| 31A | 납치                         | "Crystal Clear"                                   | 2017.07.27  | 2017.02.15 2017.02.16 |
| 31B | 루도의 마법 훈련             | "The Hard Way"                                    | 2017.07.27  | 2017.02.15 2017.02.16 |
| 32A | 마르코 공주를 잡아라         | "Heinous"                                         | 2017.08.02  | 2017.02.20 2017.02.21 |
| 32B | 도장 대표                    | "All Belts are Off"                               | 2017.08.02  | 2017.02.20 2017.02.21 |
| 33A | 깨어진 조각상                | "Collateral Damage"                               | 2017.08.03  | 2017.02.22 2017.02.23 |
| 33B | 그냥 친구                    | "Just Friends"                                    | 2017.08.03  | 2017.02.22 2017.02.23 |
| 34  | 공주송                       | "Face the Music" (Part 1)                         | 2017.08.09  | 2017.02.27            |
| 35  | 마지막                       | "Starcrushed" (Part 2)                            | 2017.08.10  | 2017.02.27            |
| 36A | 마지막 그 후 - 뮤니전쟁      | "Return to Mewni" - "The Battle for Mewni"        | 2018.02.03  | 2017.07.15            |
| 36B | 어둠의 계약 - 뮤니전쟁       | "Moon the Undaunted" - "The Battle for Mewni"     | 2018.02.03  | 2017.07.15            |
| 37A | 마법주문서의 최후 - 뮤니전쟁 | "Book Be Gone" - "The Battle for Mewni"           | 2018.02.03  | 2017.07.15            |
| 37B | 여왕이 없는 뮤니 - 뮤니전쟁  | "Marco and the King" - "The Battle for Mewni"     | 2018.02.03  | 2017.07.15            |
| 38A | 늪지대 수호자 - 뮤니전쟁     | "Puddle Defender" - "The Battle for Mewni"        | 2018.02.03  | 2017.07.15            |
| 38B | 루도 왕 - 뮤니전쟁           | "King Ludo" - "The Battle for Mewni"              | 2018.02.03  | 2017.07.15            |
| 39  | 토피 - 뮤니전쟁              | "Toffee" - "The Battle for Mewni"                 | 2018.02.03  | 2017.07.15            |
| 40A | 마르코의 후드티              | "Scent of a Hoodie"                               | 2018.03.15  | 2017.11.06            |
| 40B | 요정님이 보인다              | "Rest in Pudding"                                 | 2018.03.15  | 2017.11.06            |
| 41A | 은종 댄스파티                | "Club Snubbed"                                    | 2018.03.22  | 2017.11.07            |
| 41B | 이클립사                     | "Stranger Danger"                                 | 2018.03.22  | 2017.11.07            |
| 42A | 악령퇴치의식                 | "Demoncism"                                       | 2018.03.29  | 2017.11.08            |
| 42B | 망토                         | "Sophomore Slump"                                 | 2018.03.29  | 2017.11.08            |
| 43A | 스타의 예비기사              | "Lint Catcher"                                    | 2018.04.05  | 2017.11.09            |
| 43B | 예비기사 전쟁                | "Trial by Squire"                                 | 2018.04.05  | 2017.11.09            |
| 44A | 투디나 공주                  | "Princess Turdina"                                | 2018.04.12  | 2017.11.13            |
| 44B | 뮤니인과 몬스터              | "Starfari"                                        | 2018.04.12  | 2017.11.13            |
| 45A | 꿈꾸는 스타                  | "Sweet Dreams"                                    | 2018.04.19  | 2017.11.14            |
| 45B | 지하세계 해변에서            | "Lava Lake Beach"                                 | 2018.04.19  | 2017.11.14            |
| 46A | 사인해 주세요                | "Death Peck"                                      | 2018.04.26  | 2017.11.15            |
| 46B | 자매 전쟁                    | "Ponymonium"                                      | 2018.04.26  | 2017.11.15            |
| 47A | 포털 여는 자                 | "Night Life"                                      | 2018.05.03  | 2017.11.16            |
| 47B | 몽유병                       | "Deep Dive"                                       | 2018.05.03  | 2017.11.16            |
| 48  | 우정파티                     | "Monster Bash"                                    | 2018.05.10  | 2017.11.16            |
| 49A | 그루터기 날                  | "Stump Day"                                       | 2018.07.12  | 2017.12.02            |
| 49B | 마법 생명체의 그루터기 날    | "Holiday Spellcial"                               | 2018.07.12  | 2017.12.02            |
| 50A | 늪 몬스터 사냥               | "The Bogbeast of Boggabah"                        | 2018.05.17  | 2018.03.03            |
| 50B | 버터플라이 가문의 비밀       | "Total Eclipsa the Moon"                          | 2018.05.17  | 2018.03.03            |
| 51A | 진실의 상자 재판             | "Butterfly Trap"                                  | 2018.05.24  | 2018.03.10            |
| 51B | 루도를 찾아라                | "Ludo, Where Art Thou?"                           | 2018.05.24  | 2018.03.10            |
| 52A | 버프, 뮤니를 떠나다          | "Is Another Mystery"                              | 2018.05.31  | 2018.03.17            |
| 52B | 마르코의 선물                | "Marco Jr."                                       | 2018.05.31  | 2018.03.17            |
| 53A | 출생의 비밀                  | "Skooled!"                                        | 2018.06.07  | 2018.03.24            |
| 53B | 스티커 사진                  | "Booth Buddies"                                   | 2018.06.07  | 2018.03.24            |
| 54A | 밤의 파티                    | "Bam Ui Pati!"                                    | 2018.06.14  | 2018.03.31            |
| 54B | 재회                         | "Tough Love"                                      | 2018.06.14  | 2018.03.31            |
| 55  | 미타오라를 막아라            | "Divide" (Part 1)                                 | 2018.06.21  | 2018.04.07            |
| 56  | 총공격                       | "Conquer" (Part 2)                                | 2018.06.28  | 2018.04.07            |
| 57  | 문여왕은 어디에              | "Butterfly Follies" (Part 1)                      | 2019.07.08  | 2019.03.10            |
| 58  | 파이 아일랜드                | "Escape from the Pie Folk" (Part 2)               | 2019.07.15  | 2019.03.10            |
| 59A | 기억의 저편                  | "Moon Remembers"                                  | 2019.07.22  | 2019.03.17            |
| 59B | 바닷가에서                   | "Swim Suit"                                       | 2019.07.22  | 2019.03.17            |
| 60A | 가자, 네버존으로             | "Ransomgram"                                      | 2019.07.29  | 2019.03.17            |
| 60B | 톰 가족과의 하루             | "Lake House Fever"                                | 2019.07.29  | 2019.03.17            |
| 61A | 야다야다 베리                | "Yada Yada Berries"                               | 2019.08.05  | 2019.03.24            |
| 61B | 새로운 정착지                | "Down by the River"                               | 2019.08.05  | 2019.03.24            |
| 62A | 포니헤드 쇼                  | "The Ponyhead Show!"                              | 2019.08.12  | 2019.03.24            |
| 62B | 사마귀 왕가와의 만남         | "Surviving the Spiderbites"                       | 2019.08.12  | 2019.03.24            |
| 63A | 안녕 마트 폐업 세일          | "Out of Business"                                 | 2019.08.19  | 2019.03.31            |
| 63B | 켈리가 사는 세상             | "Kelly's World"                                   | 2019.08.19  | 2019.03.31            |
| 64  | 블러드문의 저주              | "Curse of the Blood Moon"                         | 2019.08.26  | 2019.03.31            |
| 65A | 루도의 새 출발               | "Princess Quasar Caterpillar and the Magic Bell"  | 2019.09.02  | 2019.04.07            |
| 65B | 버터플라이 성                | "Ghost of Butterfly Castle"                       | 2019.09.02  | 2019.04.07            |
| 66A | 뮤니인과 몬스터              | "Cornball!"                                       | 2019.09.09  | 2019.04.07            |
| 66B | 미티오라의 마법수업          | "Meteora's Lesson"                                | 2019.09.09  | 2019.04.07            |
| 67A | 기사 수여식                  | "The Knight Shift"                                | 2019.09.16  | 2019.04.14            |
| 67B | 여왕 납치사건                | "Queen-Napped"                                    | 2019.09.16  | 2019.04.14            |
| 68A | 까마귀가 수상하다            | "Junkin' Janna"                                   | 2019.09.23  | 2019.04.14            |
| 68B | 이름 없는 주문               | "A Spell with No Name"                            | 2019.09.23  | 2019.04.14            |
| 69A | 데블마크 라이더 클럽         | "A Boy and His DC-700XE"                          | 2019.09.30  | 2019.04.21            |
| 69B | 클럽고어와 이클립사          | "The Monster and the Queen"                       | 2019.09.30  | 2019.04.21            |
| 70  | 대관식                       | "Cornonation"                                     | 2019.10.07  | 2019.04.21            |
| 71A | 이제는 떠날 시간             | "Doop-Doop"                                       | 2019.10.14  | 2019.04.28            |
| 71B | 타코가게 앞에서              | "Britta's Tacos"                                  | 2019.10.14  | 2019.04.28            |
| 72A | 바다 가는 날                 | "Beach Day"                                       | 2019.10.21  | 2019.04.28            |
| 72B | 마리포사와 미티오라          | "Gone Baby Gone"                                  | 2019.10.21  | 2019.04.28            |
| 73A | 헤어지는 중                  | "Sad Teen Hotline"                                | 2019.11.04  | 2019.05.05            |
| 73B | 그날의 기억                  | "Jannanigans"                                     | 2019.11.04  | 2019.05.05            |
| 74A | 뮤니로 가는 길               | "Mama Star"                                       | 2019.11.11  | 2019.05.05            |
| 74B | 몬스터 사원의 위기           | "Ready, Aim, Fire!"                               | 2019.11.11  | 2019.05.05            |
| 75A | 미나를 막아라                | "The Right Way"                                   | 2019.11.18  | 2019.05.12            |
| 75B | 폭탄선언                     | "Here to Help"                                    | 2019.11.18  | 2019.05.12            |
| 76A | 항복                         | "Pizza Party"                                     | 2019.11.25  | 2019.05.12            |
| 76B | 우주 끝 비밀클럽             | "The Tavern at the End of the Multiverse"         | 2019.11.25  | 2019.05.12            |
| 77  | 마법이 파괴된 후             | "Cleaved"                                         | 2019.12.02  | 2019.05.19            |

## 우리말 연출
- 오프닝곡 : 다른 세상에서 왔다네
- 노래 :
- 원곡 : 브래드 브레익
- 작사 : 브래드 브레익
- 작곡 : 브래드 브레익
- 엔딩곡 : Ending Theme(시즌1 1화 ~ 시즌2 21화)
- 노래 : 김자연
- 원곡 : 이든 셔
- 작사 : 대런 네프시
- 작곡 : EGO PLUM
- 엔딩곡 : 그녀는 빛나는 별 (시즌3 1화 ~ 시즌4 20화)
- 노래 :
- 원곡 : 신아녜스
- 작사 : 브라이언 H. Kim
- 작곡 : 브라이언 H. Kim
- 엔딩곡 : Goodbye SVTFOE (시즌4 21화)
- 작사 : 브라이언 H. Kim
- 작곡 : 브라이언 H. Kim
- 더빙 스튜디오 : STORM
- 믹싱 스튜디오 : STORM
- 음악 연출 : 박덕수(STORM)
- 연출 : 박선영
- 번역 : 김윤희
- 크리에이티브 수퍼바이저 : 이유미 → 권기호
- 한국어 제작 : Disney Character Voices International,Inc.
- 기획 : 텔레비전미디어코리아 (시즌1) → 디즈니채널코리아(유) (시즌2~4)

## 논란
- 2017년 3월 2일에 지난 2월 23일에 방영이 되었던 그냥 친구야(Just Friends)편에서 남성끼리 키스하는 장면이 화면에 삽입되었지만 방송에서 편집하였다. 그러나 동성애 논란 주장이 되고있다.

## 참고
- 애니메이션 음악 작곡가은 한인 2세 출신인 브라이언 H.Kim(현준) 음악감독으로 맡았다.
- 애니메이션 칼라 페인팅에 한인 유학생 출신인 미셀 박(박해정)에 시즌3부터 페인팅 작업과 디자인에 맡았다.